# Andrzej Kasprzak (artysta)

Adieu_ma_Poesie

Andrzej Kasprzak (ur. 27 września 1963 w Gliwicach) – polski artysta grafik, malarz i rzeźbiarz.

## Wykształcenie
Ukończył Akademię Sztuk Pięknych w Krakowie w 1988 roku, z wyróżnieniem w postaci dyplomu z Medalem Rektora. Studiował także na Wydziale Grafiki w Katowicach.

## Życie prywatne
Jego współmałżonką jest doktor medycyny – cytolog, patomorfolog, endokrynolog Bogumiła Łabudzińska-Kasprzak.

Mają jedno dziecko z tego małżeństwa. Mateusz Kasprzak-Łabudziński to polski artysta, skrzypek i laureat międzynarodowych konkursów wiolinistycznych. Jest asystentem klasy skrzypiec na University of the Arts w Bernie, oraz koncertmistrzem Webern Kammerphilharmonie University of Music and Performing Arts w Wiedniu.

Praca artysty

## Przebieg kariery artystycznej
Jest laureatem 6 nagród i wyróżnień międzynarodowych (dwukrotnie nagrodzony we Francji, a także Kanadzie, Łotwie, Hiszpanii i Polsce) oraz 6 nagród ogólnopolskich. To także autor 79 indywidualnych wystaw m.in. w Polsce, Niemczech, Belgii, Holandii, Francji, USA, Wielkiej Brytanii, Austrii, Danii oraz uczestnik około 120 wystaw zbiorowych w Polsce i na świecie.

Praca artysty

Brał aktywny udział w międzynarodowych targach sztuki:
- Frankfurt nad Menem w 1991,1992;
- SAGA, Paryż 1992;
- LINEART, Gandawa 1993,1998;
- ART. MULTIPLE, Düsseldorf 1993;
- AFAG, Augsburg 1993;
- Herning ART, Herning 2004, 2007;
- Międzynarodowe Targi Sztuki Kopenhaga, Kopenhaga 2009,2010;

Jego prace znajdują się w narodowych, publicznych i prywatnych zbiorach oraz wartościowych kolekcjach znajdujących się poza Polską. Jego tom poezji pod tytułem Wieczorem w Niebie, został wydany w Katowicach w 1994 roku przez wydawnictwo Ego.

## Nagrody

### Międzynarodowe
- 1987 – Polsko-Fiński Konkurs Marynistyczny; Gdańsk (Wyróżnienie)
- 1988 – Polsko – Francuski Konkurs na plakat: „Printemps Culturel du Valenciennois”;
- Valenciennes (II Nagroda)- Francja
- 1989 – IV Światowa Wystawa Sztuki Miniaturowej; Toronto- „Del Bello Gallery” (Wyróżnienie Honorowe)- Kanada
- 1990 – I Międzynarodowe Triennale Grafiki Małych Form; Ryga (Wyróżnienie)- Łotwa
- 1991 – Światowe Triennale Grafiki Małych Form; Chamalieres (Wyróżnienie – zakup zestawu prac)- Francja
- 1998 – IV Międzynarodowe Triennale Grafiki; Ourense (Nagroda Regulaminowa)-Hiszpania

### Ogólnopolskie
- 1985 – 10 Ogólnopolski Przegląd Grafiki Studenckiej; Kraków (III Nagroda)
- 1986 – I Ogólnopolski Biennale Grafiki „Wobec Wartości”; Katowice (II Nagroda)
- 1997 – 11 Ogólnopolski Przegląd Grafiki Studenckiej; Kraków (Wyróżnienie)
- 1988 – II Ogólnopolskie Biennale Grafiki „Wobec Wartości” Katowice (II Nagroda)
- 1989 – Ogólnopolski Konkurs Malarski im. R. Pomorskiego, Katowice (Wyróżnienie)
- 1991 – 12 Ogólnopolski Konkurs Graficzny; Łódź (Wyróżnienie)

### Regionalne
- 1994 – Konkurs „Praca Roku 1994” ZPAP o. Katowice (Nagroda w dziedzinie grafiki)
- 1997 – Konkurs „Praca Roku 1997” ZPAP o. Katowice (Nagroda w dziedzinie grafiki)

## Wystawy
- Galeria „P” – Muzeum Śląskie; Katowice
- Galeria „Fra Angelico” – Muzeum Archidiecezjalne; Katowice
- Galeria Sztuki Współczesnej BWA; Katowice
- Galeria „Uni Art.”; Elbląg
- Galeria Sztuki Współczesnej BWA – „No 4"; Kraków
- Galeria Sztuki Współczesnej SBWA – „Test”; Warszawa
- Galeria „R.Zorzycki” ;Dortmund (Niemcy)
- 1992 Galeria „Kunst Kabinett Hespert”; Reishof-Hespert (Niemcy)
- Galeria „R.Zorzycki”; Dortmund (Niemcy)
- Galeria „Kirche No 10”; Moguncja (Niemcy)
- Galeria „T’ Zand”; Lille (Belgia)
- Galeria „S. Daems”; Berlaar (Belgia)
- 1994 Galeria „Old Comet”; Lier (Belgia)
- Galeria „Rombach Scheuer”; Staufen (Niemcy)
- Galeria „Epreuve d’ Artiste”; Antwerpia (Belgia)
- 1995 Galeria „Art Nova”- ZPAP o. Katowice; Katowice
- 1996 Galeria „J. Fejkiel”; Kraków
- Galeria „Garbary 48”; Poznań
- Galeria „W Ratuszu”- Muzeum Okręgowe; Gliwice
- Galeria „Hof ten’ Doyer”; Nederzwalm (Belgia)
- 1997 Galeria „Dessers”; Hasselt (Belgia)
- Galeria „Frans Masereel Center”; Kasterlee (Belgia)
- Galeria „Dessers Beeck”; Keerbergen (Belgia)
- 1998 Galeria „The Davidson Galleries”; Seattle (U.S.A.)
- 1999 Galeria „Dessers Beeck”; Keerbergen (Belgia)
- Galeria „Szymon”; Antwerpia (Belgia)
- 2000 Galeria „Dessers”; Hasselt (Belgia)
- Galeria „John Deckers”; Sittard (Holandia)
- Galeria „Avec”; Bordeaux (Francja)
- 2001 Galeria „Galeria Grafiki i Plakatu- Nina Rozwadowska, Andrzej Stroka”
- Galeria „Ornament” –Jama Michalika; Kraków[2]
- Galeria „11 Nissen”; Leuven (Belgia)
- Galeria „Rothamel” i Comerzbank Erfurt; Erfurt (Niemcy)
- Galeria „Dessers”; Hasselt (Belgia)
- Galeria „Dessers-Beeck”; Keerbergen (Belgia)
- Galeria „Szymon”; Antwerpia (Belgia)
- Galeria „Avec”; Bordeaux (Francja)
- Galeria „E’ A”; Antwerpia (Belgia)
- Galeria „Sukiennice” – ZPAP Kraków ;Kraków
- Galeria „Pictor”; Moguncja (Niemcy)
- Galeria „Rasmus” Kopenhaga (Dania)
- Galeria „C. Lorentz” Erfurt (Niemcy)
- Fundacja Sztuki Sonderborg, Sonderborg (Dania)
- Galeria „Szymon”, Antwerpia (Belgia)
- Galeria „M. Kluckert”; Staufen (Niemcy)
- „Kunstraum Konigswinter”; Konigswinter (Niemcy)
- Galerie „Vent d’ Est”; Bordeaux (Francja)
- 2006 Galeria „Vent d’Est” Bordeaux (Francja)
- PHL Uniwersytet-Wydział Architektury i Sztuk Pięknych, Hasselt (Belgia)
- 2007 Galeria „Vent d’Est” Bordeaux (Francja)
- Galeria „Envie d’Art” Londyn (W.Brytania)
- Fundacja Sztuki- Sonderborg, Sonderborg (Dania)
- 2008 Galeria „Vent d’Est” Bordeaux (Francja)
- Galeria „Dessers” Hasselt, Leuven (Belgia)
- Galeria „Prisma” Wiedeń (Austria)
- 2009 Sonderborg Kunst Foreningen, Sonderborg (Dania)
- Galeria „Rasmus”, Skagen, Kopenhaga (Dania)
- Galeria „WienBerlin Salon”, Berlin (Niemcy)
- 2010 Galeria „Rasmus”, Kopenhaga (Dania)
- Augustenborg Kunst Foreningen, Augustenborg (Dania)
- Galeria „Rasmus”, Skagen (Dania)
- Galeria „Prisma” Wiedeń (Austria)
- Galeria „Szymon”, St. Augustin-Zoersel (Belgia)
- 2011 Sonderborg Kunst Foreningen, Sonderborg (Dania)
- Galeria „W. Bethge”, Erfurt (Niemcy)
- 2012 Kjellerup Kunst Foreningen, Kjellerup (Dania)
- Galerie Simon, St. Antonius -Zoersel (Belgia)
- Galeria Rasmus, Kopenhaga (Dania)
- 2013 Sonderborg Kunst Foreningen, Sonderborg (Dania)
- Galeria Rasmus, Skagen (Dania)
- Galeria De Bernardi, Aachen (Niemcy)
- Galeria Simon, St. Antonius-Zoersel (Belgia)
- Galeria Rasmus, Kopenhaga (Dania)
- Galeria Gabriel, Wiedeń (Austria)
- Galeria Rasmus, Skagen (Dania)
- Galeria Zamek, Sucha Beskidzka (Polska)
- Galeria i Dom Aukcyjny „DNA” Wrocław (Polska)
- 2017 Galeria Rasmus, Kopenhaga (Dania)
- Muzeum Miejskie, Wadowice (Polska)[3]
- Muzeum Historii Katowic, wystawa jubileuszowa 30 lat pracy twórczej, Katowice (Polska)[4]
- Galeria M, Wrocław (Polska)
- Galeria W. Bethge, Erfurt (Niemcy)
- Galeria Trębacka 4, KIG Warszawa (Polska)
- Galeria M, Wrocław (ściana jednego artysty),(Polska)

## Wybrane dzieła
| Nr | Tytuł                           | Czas powstania | Technika i wymiary                                      | Ilustracja |
| -- | ------------------------------- | -------------- | ------------------------------------------------------- | ---------- |
| 1  | Sur rendez vous                 | 1988           | akwaforta, mezzotinta, papier colle, matryca 45 × 30 cm |            |
| 2  | Codzienna Podróż                | 2002           | linoryt, collage, papier mache 37 × 56 cm               |            |
| 3  | Siedem etiud na temat człowieka | 2004           | pastel, collage, papier 40 × 30 cm                      |            |
| 4  | Waiting for blue wind           | 2010           | olej, akryl, emalia, płótno 130 × 90 cm                 |            |
| 5  | Samotność                       | 2012           | akwaforta, papier colle, matryca 10 × 14 cm             |            |
| 6  | Kuszenie                        | 2013           | technika własna, plexi glas 50 × 50 cm                  |            |
| 7  | Tango memento vitae             | 2014           | olej, akryl, emalia, cement, płótno 100 × 150 cm        |            |
| 8  | Głód                            | 2017           | węgiel, pastel, papier 30 × 21 cm                       |            |
| 9  | Tęsknota                        | 2018           | gwasz, pastel, karton 100 × 65 cm                       |            |
| 10 | Heaven and hell                 | 2018           | olej, akryl, emalia, cement 140 × 90 cm                 |            |